# تچ کوانگ دوک
تچ کوانگ دوک (به انگلیسی: Thich Quang Duc)، (زاده ۱۸۹۷- درگذشته ۱۱ ژوئن ۱۹۶۳) یک راهب بودایی مهایانه (مهراه، یکی از دو شاخه اصلی دین بودا) ویتنامی بود که در تاریخ ۱۱ ژوئن ۱۹۶۳ میلادی، در اعتراض به آزار و اذیت راهب‌های بودایی توسط دولت نگو دین دیم، در جاده شلوغی در سایگون، خودسوزی نمود و درگذشت. آرامش فوق‌العاده تچ کوانگ دوک در حین سوخته‌شدن، باعث جلب توجه بسیاری از رسانه‌های مهم جهان به این خودسوزی و اعتراضات راهب‌های بودایی به حکومت ویتنام جنوبی شد.
گفته می‌شود کوانگ دوک در حالی که می سوخت، هرگز ماهیچه ای را تکان نداد، هرگز صدایی به زبان نیاورد. آرامش ظاهری اش در تضاد شدید با مردمی که در اطرافش ناله می کردند بود. تماشاگران اکثراً در سکوت فرو رفته بودند، اما برخی ناله کردند و تعدادی شروع به دعا کردند.  بسیاری از راهبان و راهبه ها و همچنین برخی از رهگذران شوکه شده، در برابر راهب در حال سوختن سجده کردند. حتی تعدادی از پلیس ها که دستور کنترل جمعیت را داشتند، برای او سجده کردند. پس از تقریباً ۱۰ دقیقه، جسد کوانگ دوک به طور کامل سوخت و در نهایت به عقب بر روی پشت خود فرود آمد.  هنگامی که آتش فروکش کرد، گروهی از راهبان جسد سیاه‌شده او را با لباس های زرد پوشانده، آن را برداشتند و سعی کردند آن را در تابوت قرار دهند. پس از مرگ وی جسد وی دوباره سوزانده شد ولی قلب وی، به عنوان سمبلی از بوداسف، دست نخورده باقی گذاشته شد.

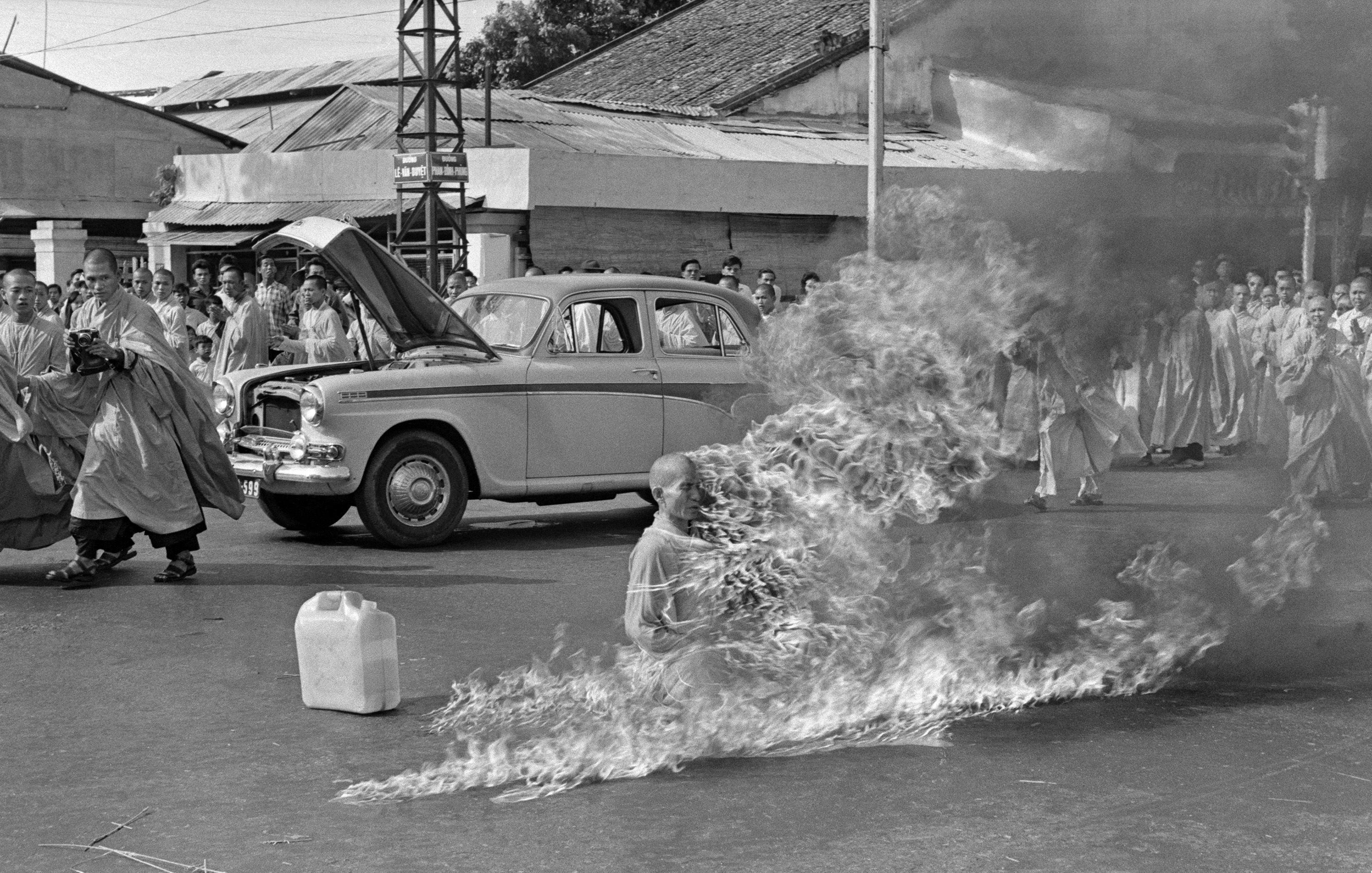
نگاره‌ای از خودسوزی تچ کوانگ دوک، ثبت این نگاره از سوی مالکوم براون، جایزه برترین نگاره سال جایزه پولیتزر را از آن او کرد.

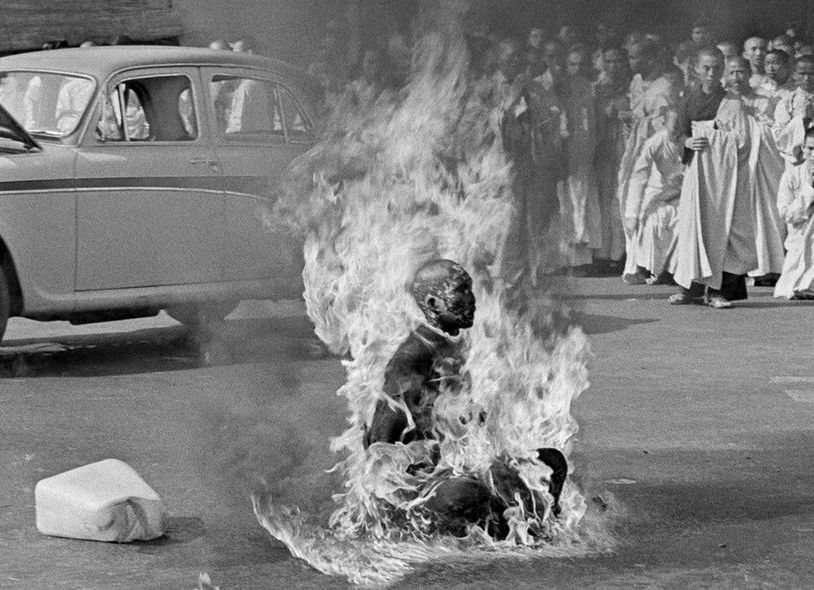
نگاره دیگری که توسط مالکوم براون ثبت شده است.

جان اف کندی رئیس جمهور وقت ایالات متحده درباره این عکس گفت: "هیچ تصویر خبری در تاریخ به اندازه این عکس در سراسر جهان احساسات ایجاد نکرده است."